# Guillaume Le Blond
Guillaume Le Blond (* 1704 in Paris; † 1781) war ein französischer Mathematiker, Militärtheoretiker und Enzyklopädist.

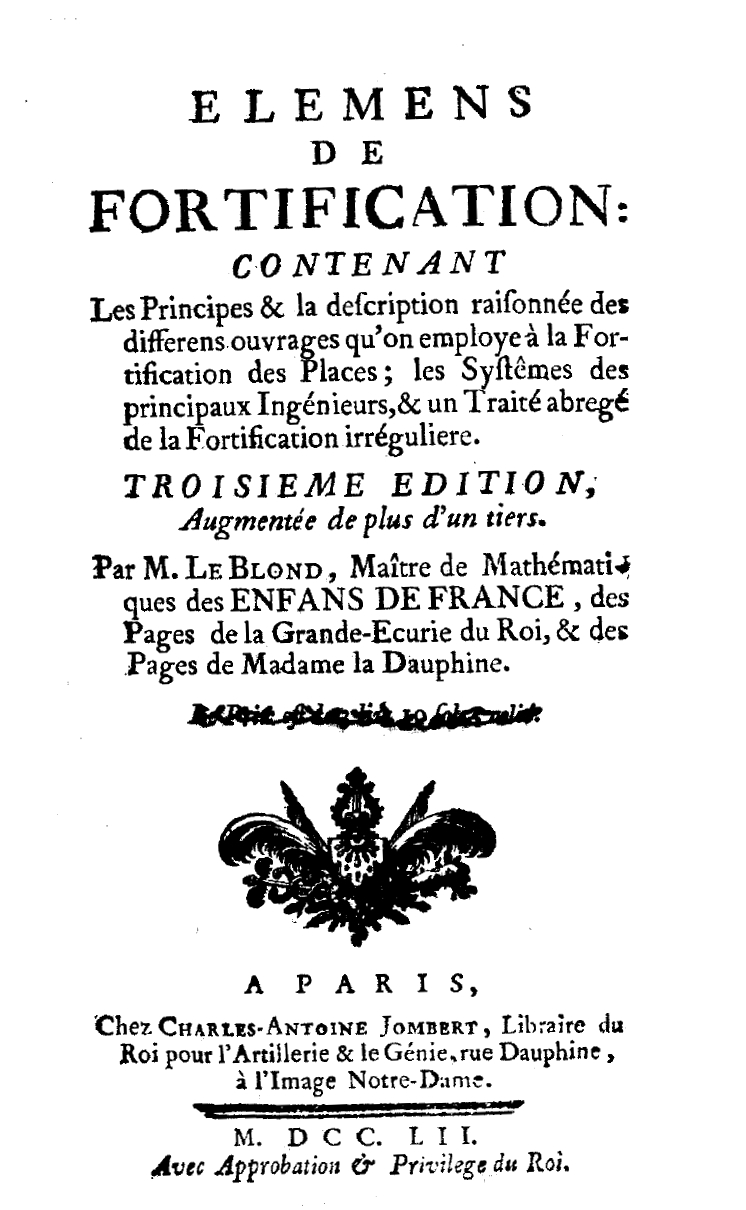
Eléments de fortification, 1752

## Leben und Wirken
Er war Lehrer für Mathematik und Sekretär der Victoire de France (1733–1799). Seine Mathematikprofessur übte er 1736 an der École des pages de la Grande Écurie du roi in Versailles aus. Obgleich er persönlich kein Militär war, schrieb er eine große Anzahl von militärbezogenen Werken, so über mathematische Grundlagen für Offiziere, über den Festungsbau, Abhandlungen zu Schlachtordnungen und ähnlichen mehr.

## Werke (Auswahl)
- L’artillerie raisonnée contenant la déscription et l’usage des différentes bouches à feu ... la théorie et la pratique des mines et du jet des bombes. Jombert, Paris (1761)
- Traité de l’attaque des places.  Chez Charles-Antoine Jombert, Paris (1762)
- Élémens de fortification. Paris (1775)